# Districtul Lacurile Mazuriene
Districtul Lacurile Mazuriene este situat în nord-estul Poloniei în voievodatul Varmia și Mazuria. Se încadrează între Vistula și afluentul ei, Narew a la sud-est, sud și vest a Niemea - la est, nord-est și nord a și țărmul Mării Baltice - la nord-vest. Între aceste hotare se găsesc aproximativ 2700 lacuri, care însumează 1450 km², reprezentând 30% din numărul lacurilor și 45% din suprafața lacustră poloneză. Aici se găsește cel mai mare lac în suprafața (Sniardwy a 110 km²) și cel mai adânc (Haneza - 108 m) dintre lacurile poloneze. Numai menționând aceste cifre statistice și ne putem da seama de gruparea compactă și peisajul prin excelență lacustră al acestei regiuni. Evenimente istorice semnificative pentru regiune sunt prima bătălie de pe Lacurile Mazuriene și a doua bătălie de pe Lacurile Mazuriene.

## Istorie
În ceea ce privește originea depresiunilor lacustre, aceasta este comună cu cea a tuturor lacurilor din câmpiile karelo-rusă și germano-poloneză, adică glaciară. Imensa calotă glaciară ce a acoperit aceste regiuni a lăsat, după retragerea și topirea ghețarilor, un relief morenic, cu multe neregularități în care s-a adunat apa. În urma analizelor, efectuate asupra depozitelor lacustre, s-a determinat vârsta acestor lacuri, aceasta estimându-se între 11.300-11.500 ani. Unele dintre ele sunt izolate, dar cele mai multe se leagă între ele prin canale. Pădurea, predominantă de pin și împestrițată cu mesteacăn argintiu și anin cenușiu, este al doilea component care creează peisajul regiunii mazuriene. Zona nu este lipsită nici de monumente istorice, întâlnită atât în Ohztyn - poartă de intrare în regiunea mazuriană, cât și în alte localități. Toate aceste componente conferă primul loc Lacurilor Mazuriene în ierarhia regiunilor turistice din Polonia.
Districtul Lacurilor Mazuriene e situat în partea centrală și de est a regiunii. Traseurile propuse sunt situate în întregime în zona de cartier a lacului și duc de la Olsztyn la Marile Lacuri Mazuriene și Ełk, Districtul Lacului Olsztyn, Districtul Lacului Mrągowo.

## Lacuri
Lacurile și rezervoarele care acoperă o suprafață de 486 kmp, reprezintă un sfert din resursele lacurilor din Polonia. Mulțimea de rezervoare naturale de apă și mlaștini face acest raion unic, nu numai din punct de vedere hidrologic. Lacurile de formă alungită și de mare adâncime amintesc de eroziunea torentului care străpunge ghețarii cu mare viteză. Un exemplu tipic este canalul ce se întinde de-a lungul distanței de 35km de Ryn la Ruciane (Lacurile Ryn, Talty, Mikołajki și Bełdany). Lacurile Śniardwy, Niegocin sau Mamry reprezintă bazine, dezvoltate în depresiuni între dealurile de morene frontale și sunt, de obicei de suprafață mare, adâncime mică, cu numeroase peninsule și insule.
Din punct de vedere al reliefului nu există un loc similar în Polonia. Marile Lacuri Mazuriene prezintă o zonă unică, nu numai la nivel național, dar și la nivel mondial. Natura misterioasă, neîmblânzită, întotdeauna frumoasă, uneori periculoasă atrage tot mai mulți turiști. Peisaje uimitoare și abundența de forme au făcut zona dată una dintre cele mai atractive regiuni din Polonia . Districtele lacului, care sunt foarte interesante din punct de vedere hidrologic, sunt situate în această regiune. În partea de vest, Districtul Lacul Chełmno-Dobrzyń are multe lacuri mici, inclusiv lacurile Głowin și Sosno. În partea de est, movila Lubawa se ridică deasupra reliefului neobișnuit alcătuit din păduri abundente mixte și două mari lacuri: Dąbrowa Wielka și Dąbrowa Mała. Dealurile Dylewo au caracteristice deosebite, lăudându-se cu cel mai înalt vârf din Câmpia Europei de Est al Vistulei până la Ural - Muntele Dylewo (312m deasupra nivelului mării). Sistemul bine dezvoltat de terase, cu lacuri și bazine endoreice din valea Drwęca impresionează prin priveliștea pitorească, de-a lungul căreia se întinde rezervația naturală, împreună cu celebra Czarci Jar (Ravina Diavolului).

## Râuri
Vorbind de hidrologia din regiune nu trebuie să uităm cele mai mari râuri - Lyna, Drwęca și Pasłęka. Deși sursele lor se află la o distanță scurtă una de cealaltă, râurile se varsă în trei bazine diferite. Lyna (264 km lungime, 190 km în Polonia), cel mai mare fluviu din regiune și afluent stânga a Pregolei, are originea în imediata apropiere a locului cu același nume (satul Lyna, aproape de Nidzica). Drwęca (207 km), afluent de dreapta a Vistulei, curge în zona de Drwęck în apropiere Olsztynek, pe lângă movila Lubawa. Cu Canalul Elbląg, acesta este conectat la laguna Vistulei, făcând un traseu perfect pentru canotaj. Pasłęka (169 km), se varsă direct în laguna Vistulei, care își are izvorul în luncile Gryźliny în Districtul Lacului Olsztyn. Râul cel mai cunoscut al Districtului Lacurile Mazuriene este Krutynia (100 km), ce oferă un traseu foarte popular pentru practicarea sporturilor de apă, mai des canotaj. Important este faptul că râurile din regiune formează mii de kilometri de trasee pentru canotaj.  Rute de navigare pentru vase sau nave, pe de altă parte, au o lungime totală de peste 200 km. În plus, numeroase strâmtori și canale permit navigarea cu ușurință pe lacuri și râuri, creând numeroase de opțiuni posibile.